# Република Риф
Република Риф (Арапски:جمهورية الريف; Шпански: República del Rif) била је савезна република на простору планине Риф, Мароко. Створена је у септембру 1921. год. када су се Рифи и Џебала народи, предвођени Абд ел Кримом, побунили у Рифском рату против Шпанског Марока. 
У рату су учествовале Шпанске и касније Француске снаге. Током рата обе стране су примиле велики број жртава, али је битно напоменути да је Шпанија користила хемијско оружје против побуњеника. Ово представља једно од првих великих употреба хемијског оружја након Првог светског рата. На крају, технолошка и војна превласт заједничких шпанских и француских војника била је превише за побуњенике, те је побуна потом била угушена а република званично укинута 27. маја 1926. године.